# Niklas Zulciak
Niklas Zulciak (ur. 3 lutego 1994 we Frankfurcie nad Menem) – niemiecki piłkarz występujący na pozycjach napastnika i pomocnika w polskim klubie Warta Poznań. Wychowanek FSV Frankfurt, mistrz Polski w barwach Lecha Poznań (sezon 2014/2015). Posiada także obywatelstwo polskie.

## Sukcesy

### Lech Poznań
- Mistrzostwo Polski: 2014/15